# The Headless Horseman (film din 1922)
The Headless Horseman este un film de groază american din 1922 regizat de Edward D. Venturini. În rolurile principale joacă actorii William Rogers și Lois Meredith.

## Distribuție
- Will Rogers
- Lois Meredith